# Falga
Falga ({inoffiziell auch Le Falga, okzitanisch Le Falgar) ist eine französische Gemeinde mit 148 Einwohnern (Stand: 1. Januar 2022) im Département Haute-Garonne in der Region Okzitanien (vor 2016 Midi-Pyrénées). Die Gemeinde gehört zum Arrondissement Toulouse und ist Mitglied im Gemeindeverband Communauté de communes Aux sources du Canal du Midi. Die Bewohner werden Falgasiens und Falgasiennes genannt.

## Geografie

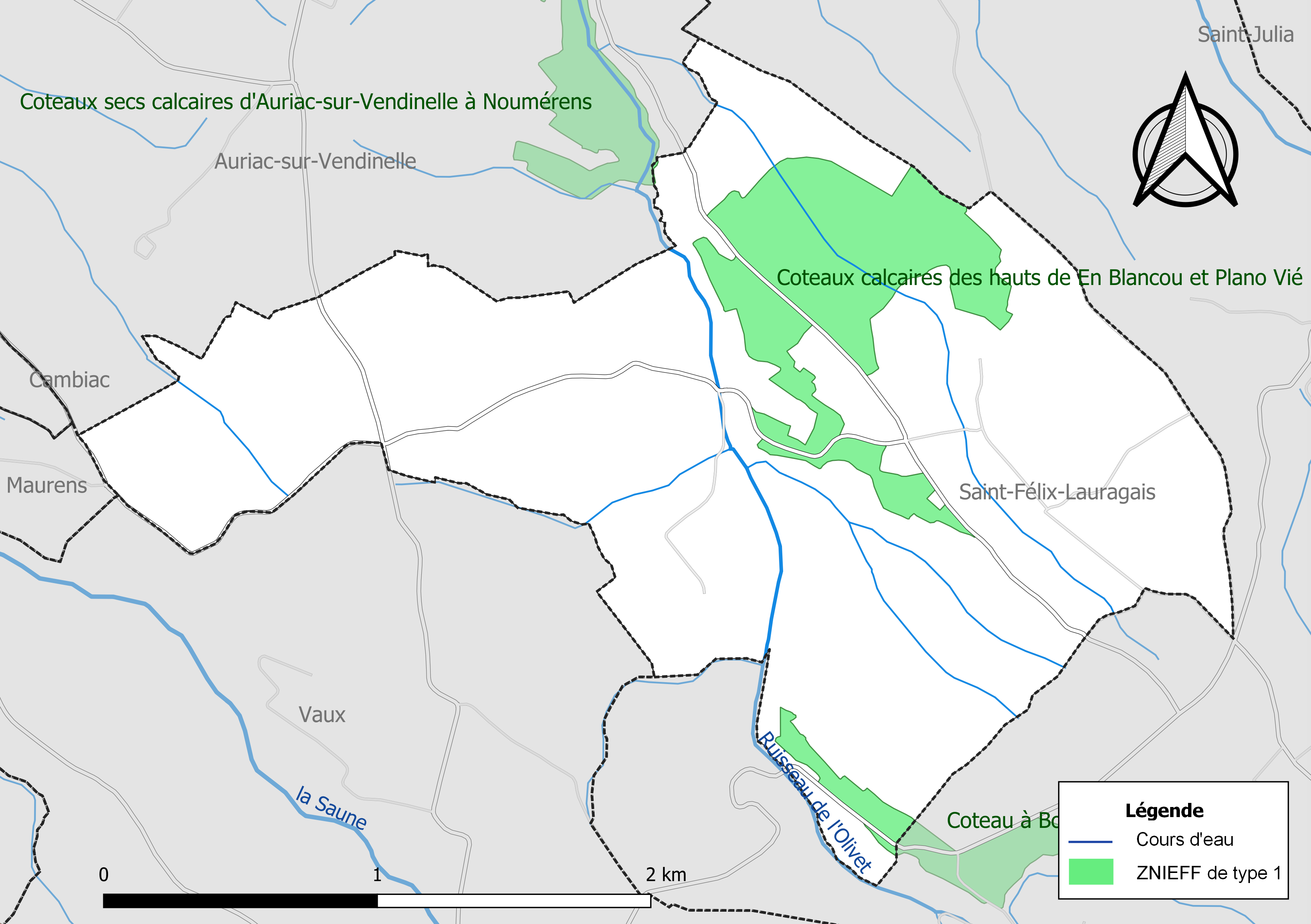
ZNIEFF-Naturzonen Typ 1 und Hydrografie der Gemeinde

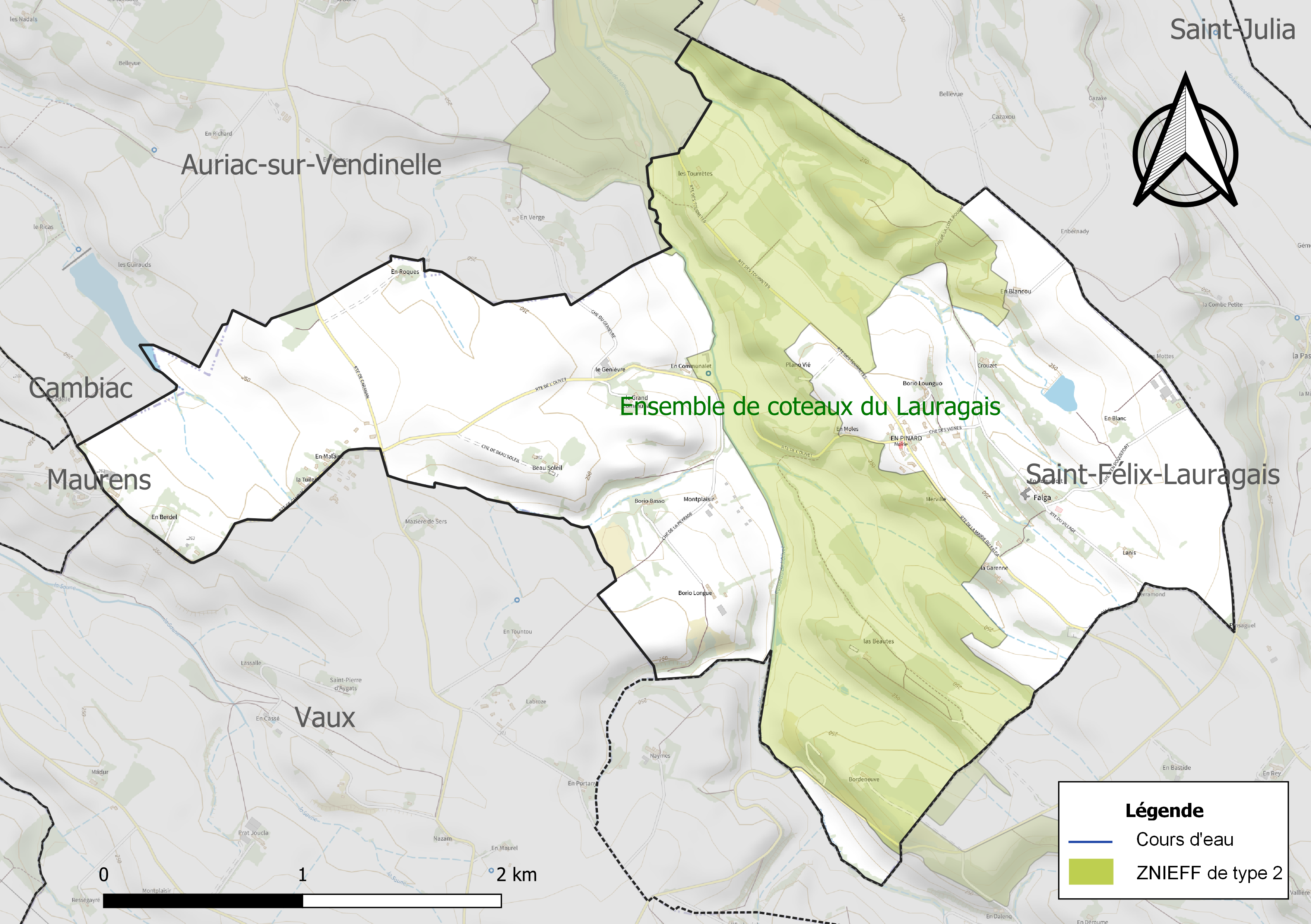
ZNIEFF-Naturzone Typ 2 und Hydrografie der Gemeinde

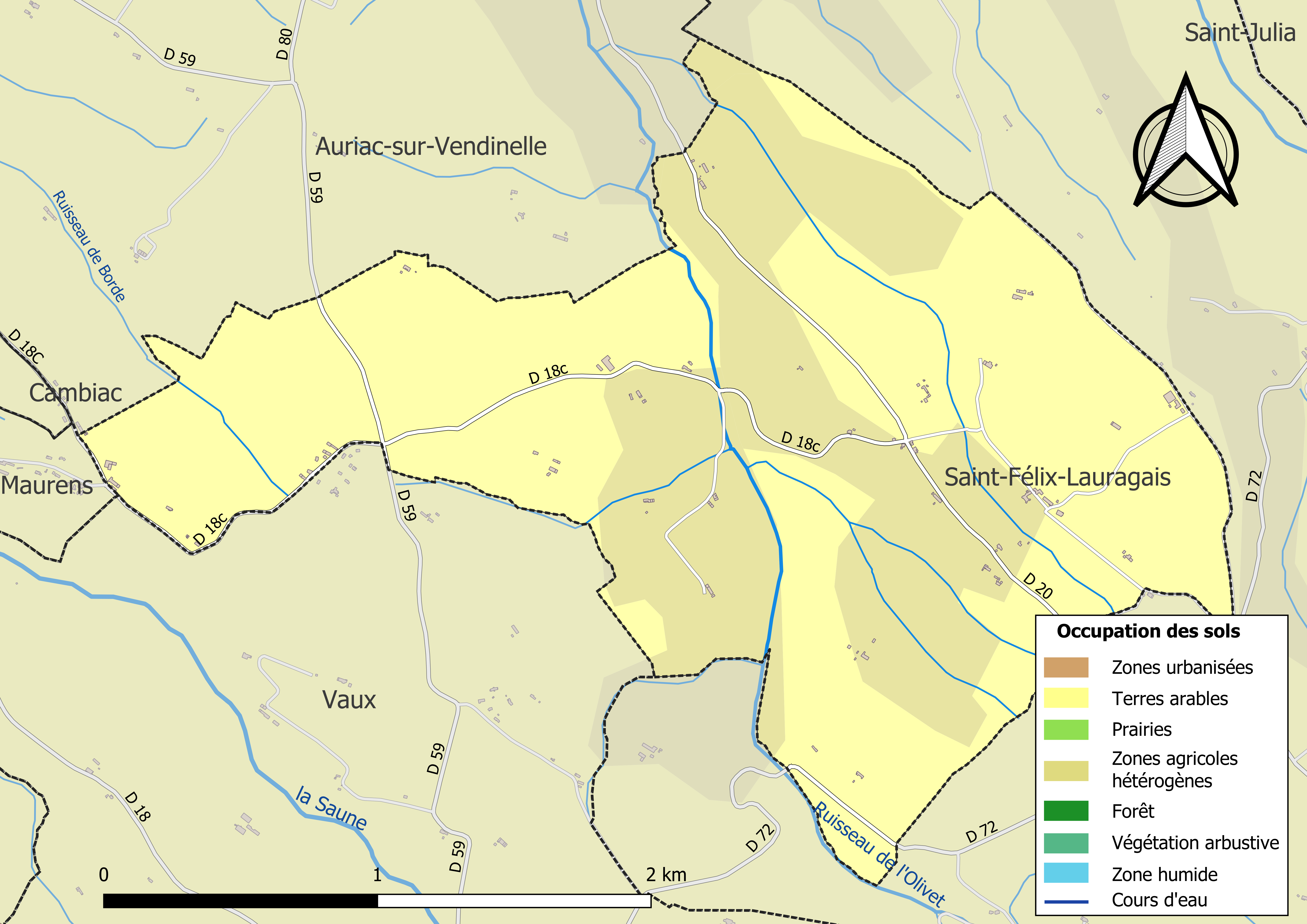
Bodennutzung, Hydrografie und Infrastruktur der Gemeinde (2018)

Falga befindet sich in der historischen Landschaft des Lauragais am östlichen Rand des Départements, etwa 50 Kilometer nordwestlich von Carcassonne und etwa 36 Kilometer südöstlich von Toulouse. Die Gemeinde liegt im Einzugsgebiet der Garonne und wird vom Ruisseau de l’Olivet, vom zeitweise trockenfallenden Ruisseau de Borde und verschiedenen kleineren Bächen entwässert.
Das Gebiet von Falga ist Teil der ZNIEFF-Naturzonen „Coteau à Bordeneuve“ (730030376), „Coteaux calcaires des hauts de En Blancou et Plano Vié“ (730030377) und „Ensemble de coteaux du Lauragais“ (730030509). Nahezu die gesamte Fläche der Gemeinde wird landwirtschaftlich genutzt.
Umgeben wird Falga von den Nachbargemeinden Auriac-sur-Vendinelle im Norden und Nordwesten, Saint-Félix-Lauragais im Süden und Osten, Vaux im Südwesten sowie Maurens im Westen und Südwesten.

## Bevölkerungsentwicklung
| Jahr                       | 1962 | 1968 | 1975 | 1982 | 1990 | 1999 | 2006 | 2013 | 2020 |
| Einwohner                  | 110  | 67   | 57   | 60   | 73   | 79   | 98   | 113  | 143  |
| Quellen: Cassini und INSEE |      |      |      |      |      |      |      |      |      |

## Sehenswürdigkeiten
- Kirche Saint-Martin aus dem 18. Jahrhundert
- Schloss Falga von 1681
- Markthalle von 2013
- Ehemalige Windmühle

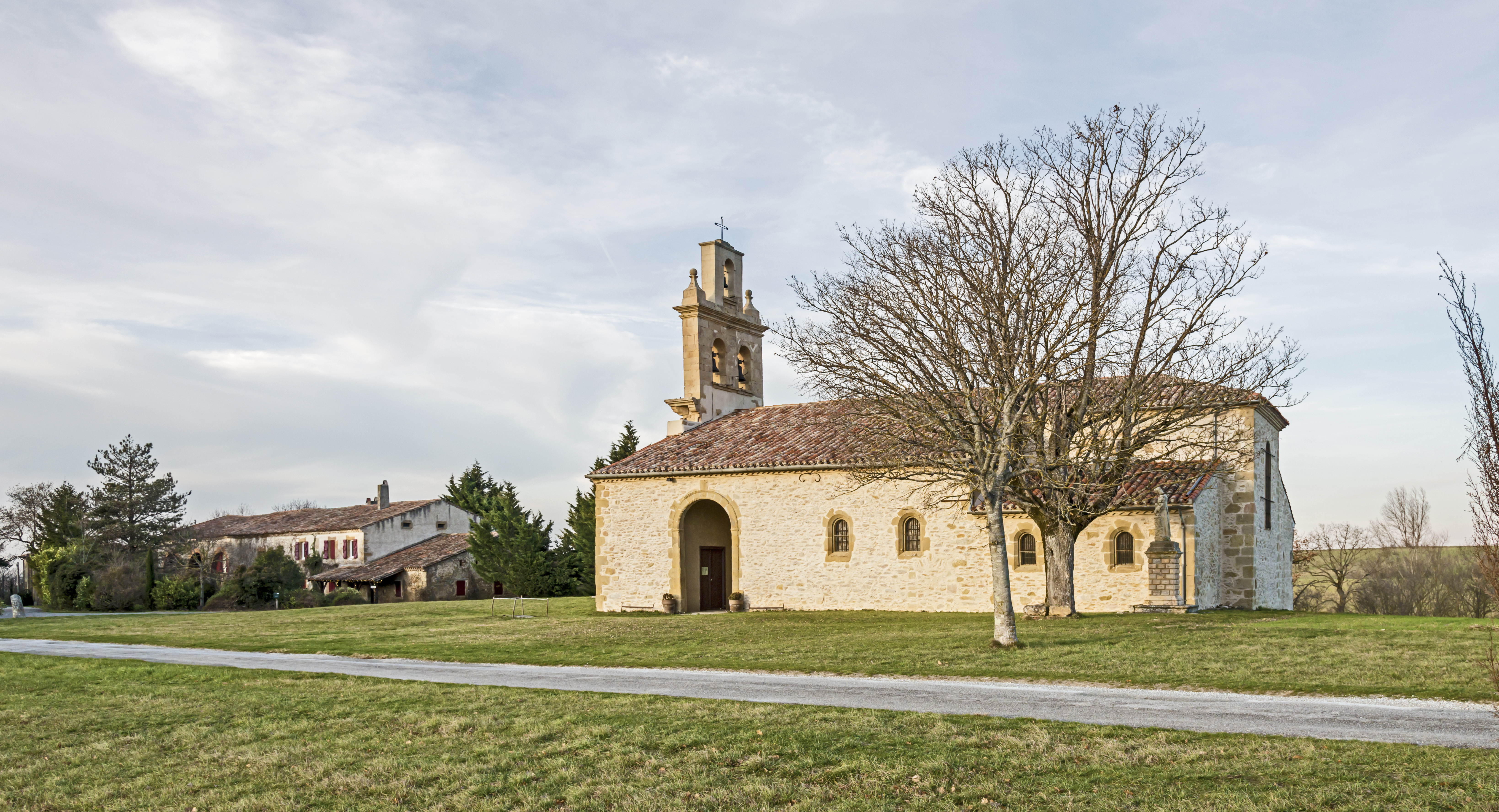
Kirche Saint-Martin
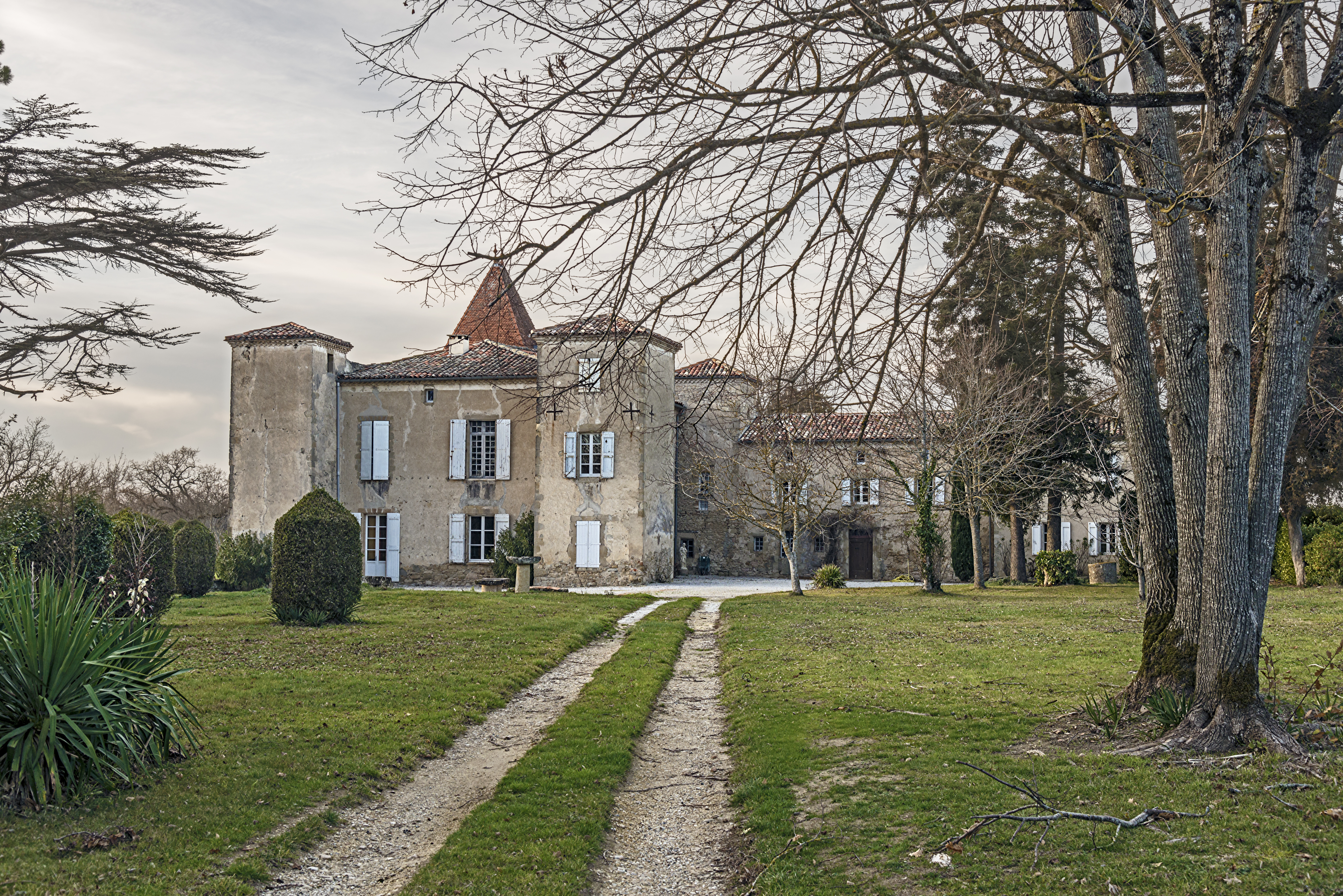
Schloss Falga
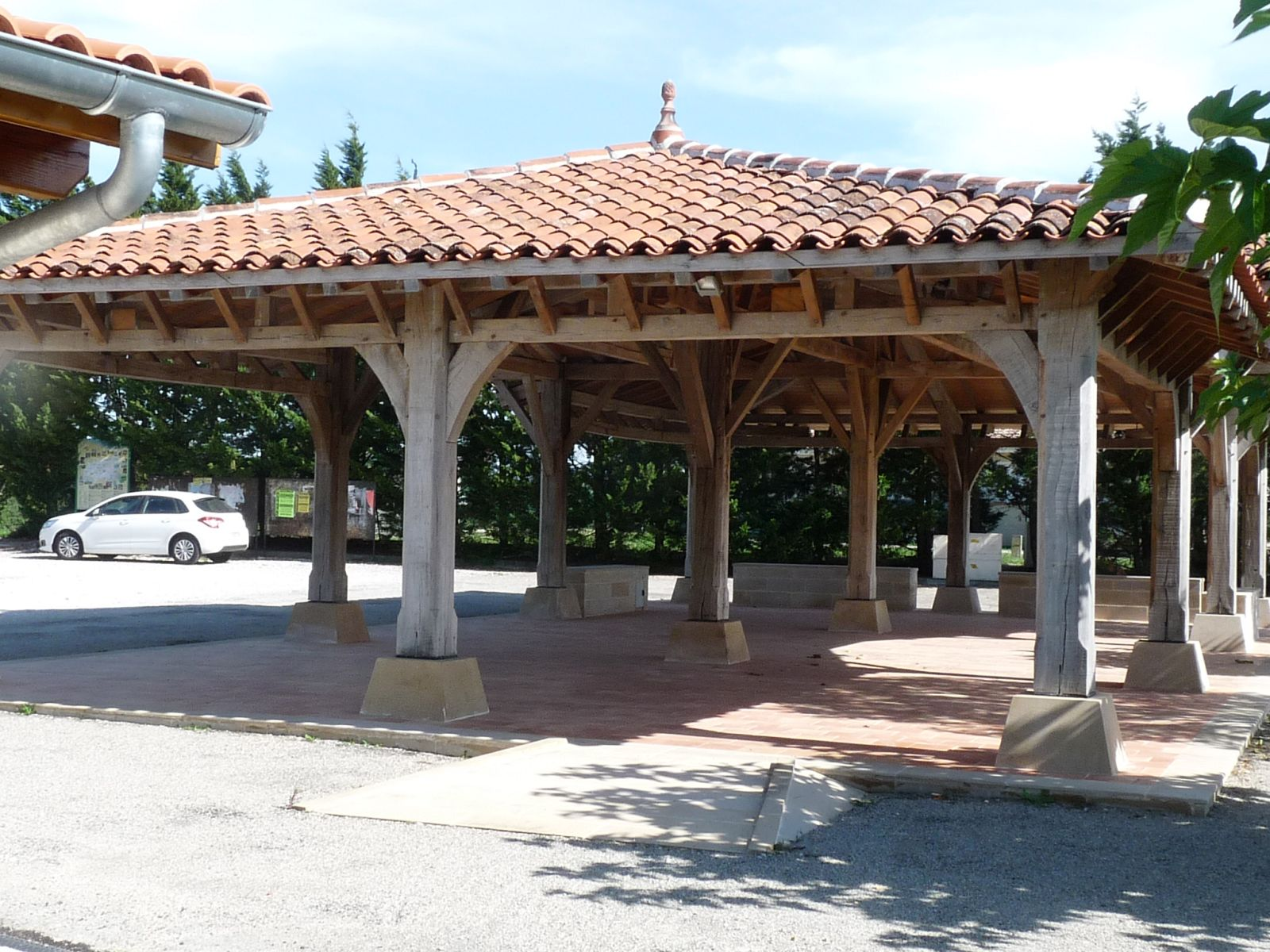
Markthalle
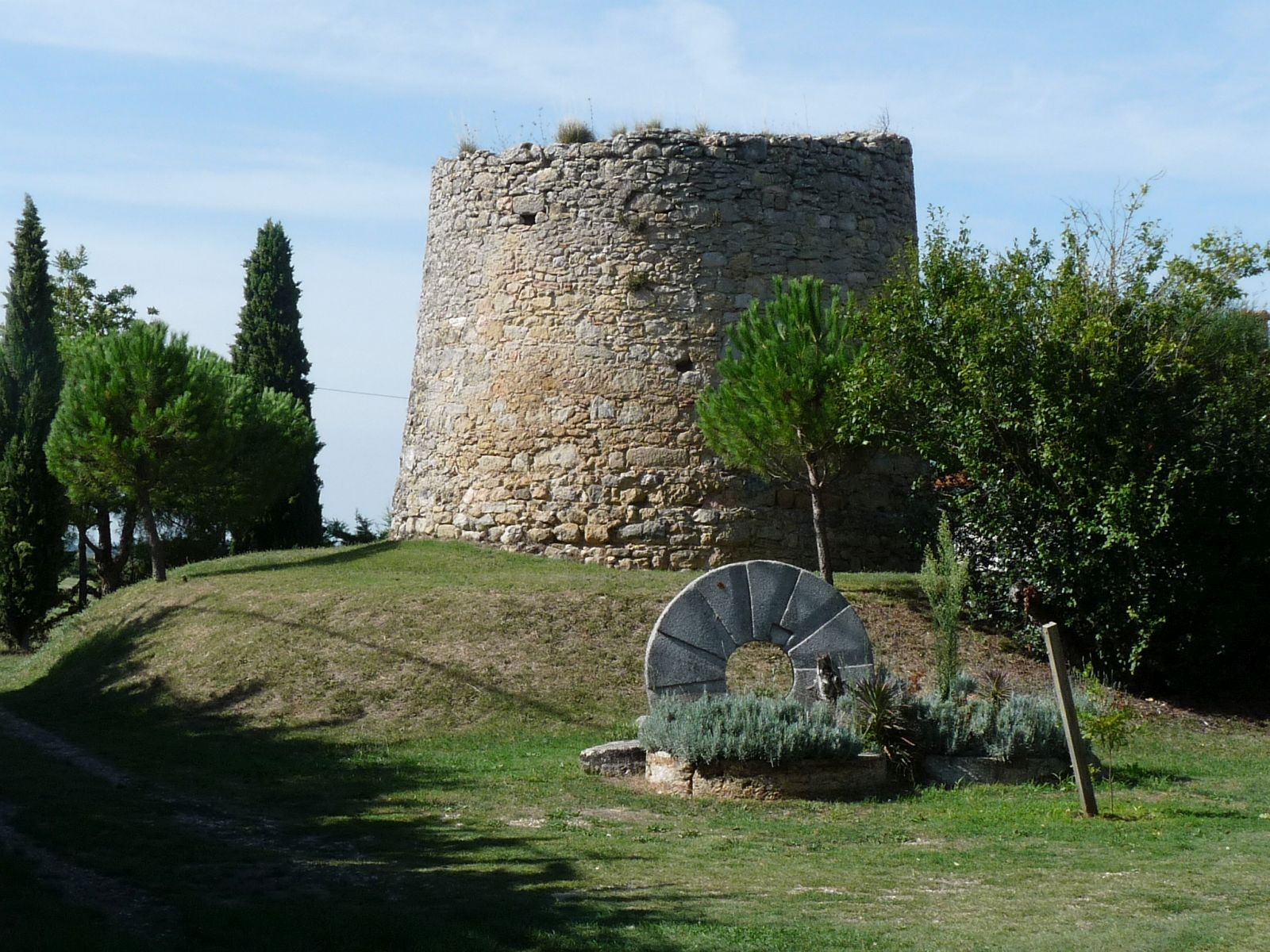
Reste der ehemaligen Windmühle

## Verkehr
Die Gemeinde liegt fernab größerer Verkehrsachsen. Einzig die Departementsstraßen 18C und 20 stellen Verbindungen zu den benachbarten Gemeinden her.

## Persönlichkeiten
- Geschwister Caffarelli du Falga:
  - Louis Marie Joseph Maximilien Caffarelli du Falga (1756–1799), Brigadegeneral
  - Charles-Ambroise Caffarelli (1758–1826), Präfekt
  - Joseph Caffarelli (1760–1845), Vizeadmiral
  - Jean-Baptiste-Marie Caffarelli (1763–1815), Bischof von Saint-Brieuc
  - Marie François Auguste de Caffarelli (1766–1849), Divisionsgeneral